# 上海SK大厦

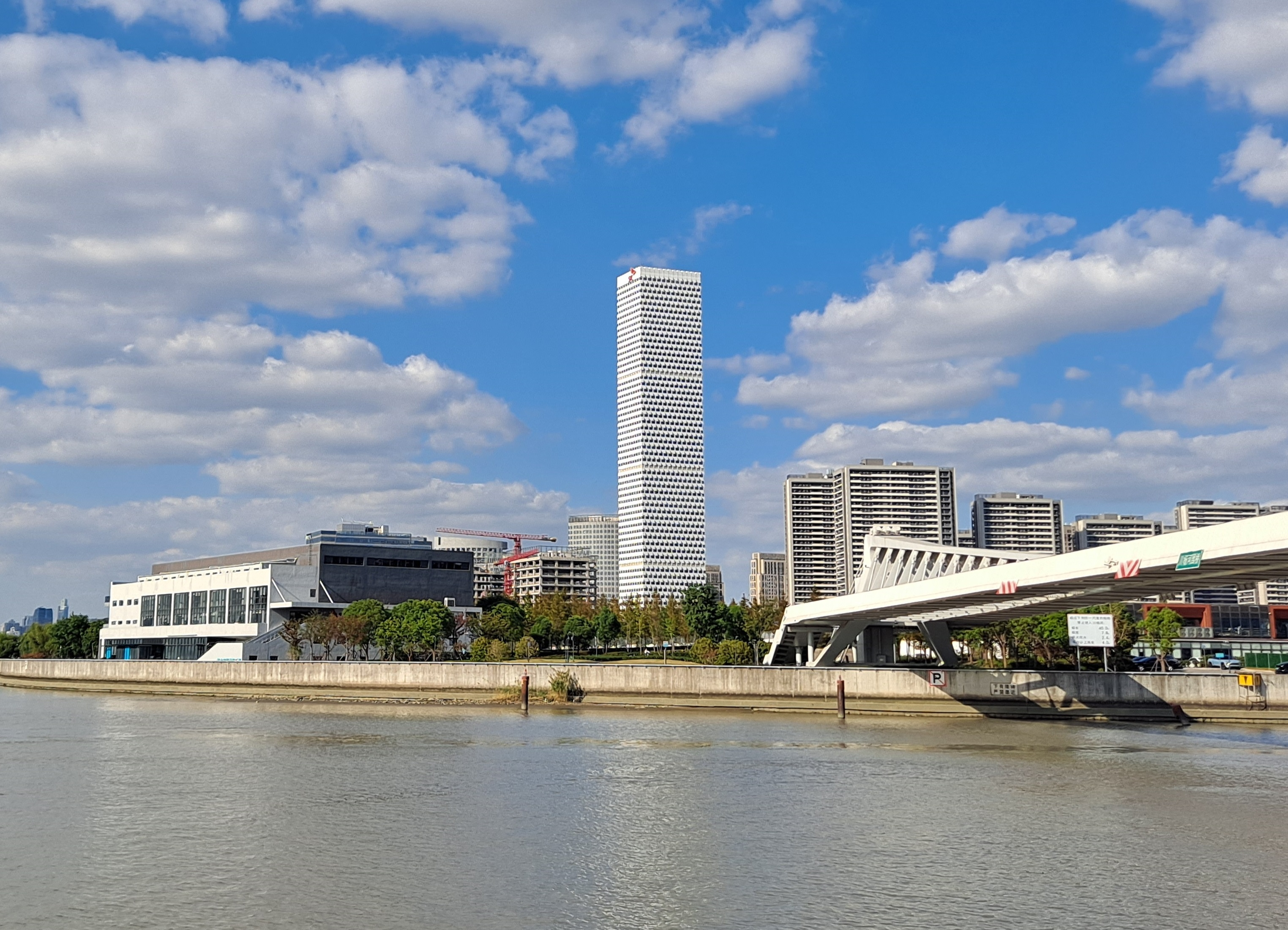
前滩友城公园看上海SK大厦

上海SK大厦是位于中華人民共和國上海市浦東新區浦江耀华商务区內的一幢辦公樓。

## 历史
2014年10月，上海SK大厦開工。2021年6月，上海SK大厦竣工。高度275米，樓高55层，周邊有后滩站。建築地處耀龙路、耀元路、济明路、友诚路合圍區域。該建築由SK集团投資，上海建筑设计研究院设计。該建築也是SK集团区域总部的所在地。